# Área metropolitana de Corvallis
El Área Estadística Metropolitana de Corvalis, OR MSA , como la denomina la Oficina de Administración y Presupuesto, es un Área Estadística Metropolitana centrada en la ciudad de Corvallis, que solo abarca el condado de Benton en el estado de Oregón, Estados Unidos. Su población según el censo de 2010 es de 85.579 habitantes.

## Área Estadística Metropolitana Combinada
El área metropolitana de Corvallis es parte del Área Estadística Metropolitana Combinada de Albany-Corvallis-Lebanon, OR CSA junto con el Área Estadística Micropolitana de Albany -Lebanon, OR µSA; totalizando 202.251 habitantes en un área de 7.695 km².

## Comunidades
Ciudades y pueblos
- Adair Village
- Albany (parcialmente)
- Corvallis (ciudad principal)
- Monroe
- Philomath

Lugares no incorporados
| - Alder - Alpine - Alsea - Bellfountain - Blodgett | - Dawson - Flynn - Glenbrook - Greenberry - Harris | - Hoskins - Ingram Island - Irish Bend - Kings Valley - Kopplein - Lewisburg - Noon | - Russell - Summit - Wren |